# Landsmannschaft der Oberschlesier

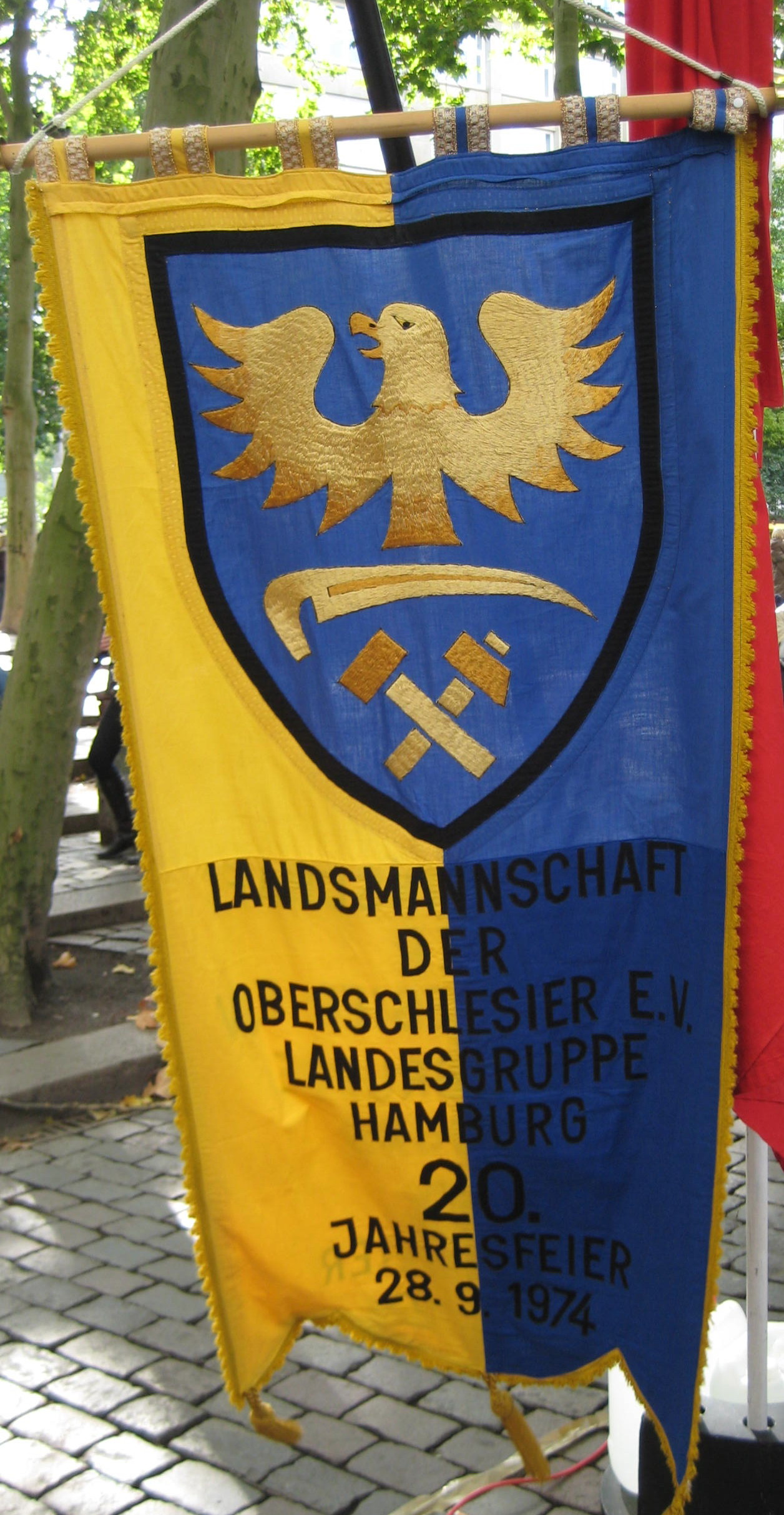
Flaga Ziomkostwa Górnoślązaków (2008)

Landsmannschaft der Oberschlesier e.V. (Ziomkostwo Górnoślązaków) – stowarzyszenie działające na terenie Niemiec, którego głównym celem jest pielęgnacja kultury górnośląskiej. Ziomkostwo Górnoślązaków jest organizacją wypędzonych i przesiedleńców z Górnego Śląska, ich potomków (bez ograniczenia liczby generacji) oraz sympatyków stowarzyszenia. Jako stowarzyszenie jest członkiem Związku Wypędzonych (Bund der Vertriebenen – BdV).
Obecnym przewodniczącym stowarzyszenie jest urodzony w Zabrzu Klaus Plaszczek. Długoletnim rzecznikiem był Herbert Czaja. Działaczem organizacji był także Hans Lukaschek.

## Historia
Organizacja została założona 4 grudnia 1950 roku w Monachium. Patronat nad stowarzyszeniem objął w 1964 roku kraj związkowy Nadrenia Północna-Westfalia.

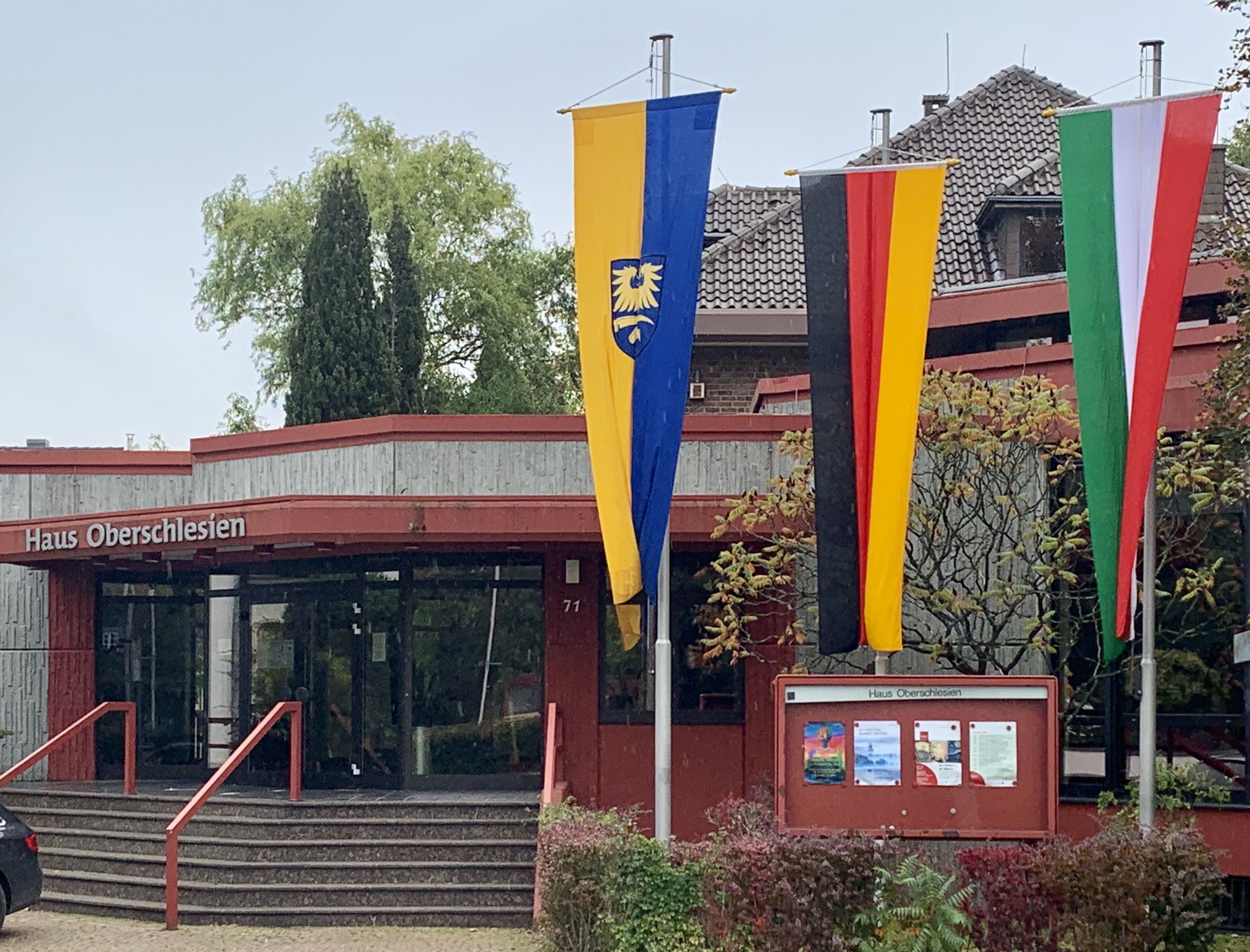
Siedziba Haus Oberschlesien w Ratingen.

W 1970 roku z inicjatywy Ziomkostwa Górnoślązaków powołana została fundacja Dom Górny Śląsk (Haus Oberschlesien). W 1983 lat fundacja utworzyła instytucję historyczno-naukową – Muzeum Górnośląskie z siedzibą w Ratingen.

### Przewodniczący federalni[1]
- 1950–1956 – Edgar Maria Handy
- 1956–1975 – Hugo Wiedeck
- 1975–1977 – Fritz Hollunder
- 1977–1987 – Georg Prusko
- 1987–1991 – Reinhold Stanitzek
- 1991–1993 – Bernhard Jagoda
- od 1993 – Klaus Plaszczek

## Cele

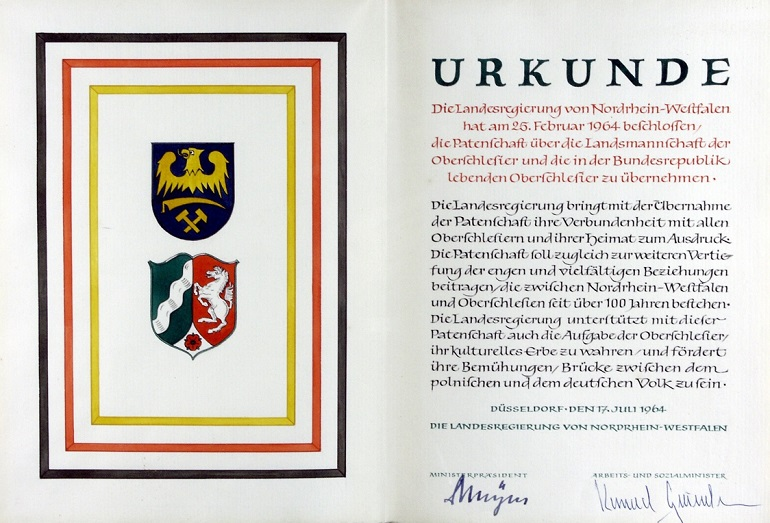
Świadectwo nadania patronatu nad organizacją przez rząd kraju związkowego Nadrenii Północnej-Westfalii w 1964 roku.

Misją stowarzyszenia jest kultywowanie kultury, zwyczajów i tradycji Górnego Śląska, zachowanie języka i kultury niemieckiej jako jednej z regionalnych cech tożsamości Górnego Śląska, a także wsparcie mniejszości niemieckiej mieszkającej na Górnym Śląsku.

## Grupy krajowe
W skład działającego na szczeblu federalnym Ziomkostwo Górnoślązaków wchodzi 5 grup krajowych:
- Landesgruppe Hamburg
- Landesgruppe Bayern e.V.
- Landesverband Baden-Württemberg
- Landesgruppe Hessen
- Landesgruppe Nordrhein-Westfalen e.V.